# Philippe de Cahors
Philippe de Cahors, également appelé Philippe de Chaourse, mort en 1281, est évêque d'Évreux à la fin du XIIIe siècle.

## Biographie
Fils de Benoît Jean et de Pétronille, il naît à Chaourse.
Clerc du roi de France, il est trésorier de Saint-Frambaud de Senlis. Il est chancelier de France (1262-1270).
Élu évêque d'Évreux en février 1270, il est désigné exécuteur testamentaire du roi qui part en croisade, avec Eudes Rigaud, archevêque de Rouen et Étienne Tempier, évêque de Paris. 
Il acquiert en 1273 de Robert de Courtenay, évêque d'Orléans et seigneur de Nonancourt, le fief d'Illiers, qui appartiendra aux évêques d'Évreux jusqu'à la Révolution. Il offre un vitrail à la cathédrale d'Évreux. Il contribue à l'installation des Dominicains dans son diocèse et à la construction de leur couvent en 1277, suivant l'ordre de Philippe le Hardi. Il siège la même année au parlement de Paris.
Il meurt le 21 août 1281 et est inhumé dans le chœur du couvent dominicain Saint-Louis d'Évreux. Son tombeau, gisant de cuivre jaune, était l'œuvre du maître bronzier Guillaume de Plailly.

## Armoiries
Il portait pour armes : « d'argent à cinq burettes de gueules ».